# Выпрейка (приток Оки)
Выпрейка — река в Тульской области России, правый приток Оки. Протекает на территории Заокского и Алексинского районов. Исток — у деревни Недьяково, устье — в районе деревни Антоновка. Длина — 37 км, площадь водосборного бассейна — 191 км².

## Данные водного реестра
По данным государственного водного реестра России относится к Окскому бассейновому округу, водохозяйственный участок реки — Ока от города Калуга до города Серпухов, без рек Протва и Нара, речной подбассейн реки — бассейны притоков Оки до впадения Мокши. Речной бассейн реки — Ока.
Код объекта в государственном водном реестре — 09010100812110000021883.